# Gwoździec (stacja kolejowa)
Gwoździec (ukr. Гвіздець, ros. Гвоздец) – stacja kolejowa w miejscowości Gwoździec, w rejonie kołomyjskim, w obwodzie iwanofrankiwskim, na Ukrainie.
Stacja istniała przed II wojną światową.